# Championnat de France de rugby à XV de 2e division 2012-2013
Navigation
Pro D2 2011-2012 Pro D2 2013-2014
Le championnat de France de rugby à XV de 2e division 2012-2013 ou Pro D2 2012-2013 se déroule du 25 août 2012 au 19 mai 2013. La compétition se divise en deux phases, une phase régulière en aller-retour où l'on détermine le vainqueur, puis une phase de barrage dite play-off pour déterminer le second promu en Top 14, entre le deuxième et le cinquième. Les deux derniers sont relégués en Fédérale 1. La Ligue nationale de rugby crée un nouveau logo pour cette nouvelle saison à la suite de sa politique de refonte marketing des deux compétitions professionnelles française.
Cette saison, le CA Brive et le Lyon OU disputent la compétition, ayant été relégués du Top 14. À l'issue de la saison précédente, le FC Grenoble et le Stade montois sont promus en Top 14. Le RC Massy et le Colomiers rugby, finalistes de la Fédérale 1, ont été promus pour disputer cette saison de Pro D2. Enfin, le CA Périgueux a été relégué en Fédérale 1. L'AS Béziers qui aurait dû l'accompagner dans cette relégation a été repêchée à la suite de la rétrogradation administrative du CS Bourgoin-Jallieu pour raisons financières.

## Règlement
Seize équipes participent au championnat Pro D2. L'équipe terminant 1re accède au Top 14. Les équipes classées 2e, 3e, 4e et 5e disputent des demi-finales qualificatives pour la montée en Top 14. L'équipe classée 2e reçoit celle classée 5e, et celle classée 3e accueille celle classée 4e pour les demi-finales. Les deux vainqueurs des demi-finales se rencontrent sur terrain neutre pour la finale. Le vainqueur de cette finale accède au Top 14. Les équipes classées 15e et 16e sont reléguées en division inférieure.

## Liste des équipes en compétition
Sur les seize équipes participant à la compétition, cinq ont été au moins une fois champion de France. Aix, Albi, Auch, Aurillac, Brive, Carcassonne, Dax, Massy, Oyonnax, Colomiers et La Rochelle n'ont jamais remporté le Bouclier de Brennus.
Colomiers, Béziers et Brive sont les trois seuls clubs de Pro D2, cette saison, à détenir un titre international, puisque le club haut-garonnais a remporté le Challenge Européen en 1998, le club biterrois a remporté la coupe d'Europe des clubs champions de la FIRA en 1962 tandis que le club corrézien a remporté la Coupe d'Europe en 1997.
| Pays d'Aix RC SC Albi FC Auch Stade aurillacois AS Béziers CA Brive US · Carcassonne Colomiers rugby US Dax Lyon OU RC Massy RC Narbonne US Oyonnax Section paloise Stade rochelais Tarbes · Pyrénées |

| Club              | Budget 2012-13 en millions d'euros | Classement en 2011-12 | Entraîneur                                          | Stade                          | Capacité |
| ----------------- | ---------------------------------- | --------------------- | --------------------------------------------------- | ------------------------------ | -------- |
| Pays d'Aix RC     | 3,674                              | 11                    | Didier Nourault Conrad Stoltz                       | Stade Maurice-David            | 4 000    |
| SC Albi           | 5,194                              | 7                     | Henry Broncan Jean-Christophe Bacca Rémy Ladauge    | Stadium municipal              | 12 058   |
| FC Auch           | 2,536                              | 10                    | Grégory Patat Julien Sarraute                       | Stade Jacques-Fouroux          | 7 000    |
| Stade aurillacois | 3,545                              | 13                    | Jeremy Davidson Thierry Peuchlestrade               | Stade Jean-Alric               | 10 000   |
| AS Béziers        | 4,994                              | 15                    | Andrew Mehrtens Christophe Hamacek Manny Edmonds    | Stade de la Méditerranée       | 22 555   |
| CA Brive          | 10,735                             | 13 (Top 14)           | Nicolas Godignon Didier Casadeï Philippe Carbonneau | Stade Amédée-Domenech          | 13 979   |
| US Carcassonne    | 3,716                              | 6                     | Christian Labit Jean-François Beltran               | Stade Albert-Domec             | 10 000   |
| Colomiers rugby   | 4,532                              | 1 (Fédérale 1)        | Bernard Goutta Olivier Baragnon                     | Stade Michel-Bendichou         | 11 000   |
| US Dax            | 5,295                              | 4                     | Christophe Manas Frédéric Garcia puis Jérôme Daret  | Stade Maurice-Boyau            | 16 170   |
| Lyon OU           | 15,731                             | 14 (Top 14)           | Tom Smith Xavier Sadourny                           | Matmut Stadium                 | 8 000    |
| RC Massy          | 3,133                              | 2 (Fédérale 1)        | Jean-Frédéric Dubois Victor Didebulidze             | Stade Jules-Ladoumègue         | 3 000    |
| RC Narbonne       | 4,539                              | 14                    | Justin Harrison Sébastien Buada Sébastien Logerot   | Parc des sports et de l'amitié | 12 000   |
| US Oyonnax        | 5,550                              | 8                     | Christophe Urios Frédéric Charrier                  | Stade Charles-Mathon           | 9 000    |
| Section paloise   | 8,133                              | 2                     | David Aucagne Joël Rey                              | Stade du Hameau                | 13 800   |
| Stade rochelais   | 8,135                              | 5                     | Patrice Collazo Fabrice Ribeyrolles                 | Stade Marcel-Deflandre         | 12 500   |
| Tarbes Pyrénées   | 4,418                              | 12                    | Pierre-Henry Broncan Nicolas Nadau                  | Stade Maurice-Trélut           | 15 000   |

## Résumé des résultats

### Classement de la saison régulière
| Rang | Club                | J  | V  | N | D  | Bo | Bd | Pm  | Pe  | Diff | Pts |
| ---- | ------------------- | -- | -- | - | -- | -- | -- | --- | --- | ---- | --- |
| 1    | US Oyonnax          | 30 | 24 | 1 | 5  | 10 | 3  | 877 | 536 | +341 | 111 |
| 2    | CA Brive (R)        | 30 | 20 | 2 | 8  | 6  | 4  | 658 | 532 | +126 | 94  |
| 3    | Section paloise     | 30 | 20 | 1 | 9  | 5  | 6  | 725 | 519 | +206 | 93  |
| 4    | Stade rochelais     | 30 | 19 | 0 | 11 | 6  | 5  | 718 | 569 | +149 | 87  |
| 5    | Stade aurillacois   | 30 | 19 | 1 | 10 | 0  | 4  | 680 | 643 | +37  | 82  |
| 6    | Tarbes PR           | 30 | 17 | 1 | 12 | 5  | 5  | 695 | 625 | +70  | 80  |
| 7    | US Carcassonne      | 30 | 15 | 1 | 14 | 3  | 9  | 640 | 595 | +45  | 74  |
| 8    | Lyon OU (R)         | 30 | 13 | 3 | 14 | 6  | 8  | 696 | 585 | +111 | 72  |
| 9    | RC Narbonne         | 30 | 14 | 2 | 14 | 0  | 9  | 673 | 670 | +3   | 69  |
| 10   | Colomiers Rugby (P) | 30 | 13 | 2 | 15 | 2  | 8  | 568 | 615 | -47  | 66  |
| 11   | SC Albi             | 30 | 12 | 1 | 17 | 1  | 8  | 580 | 630 | -50  | 59  |
| 12   | AS Béziers          | 30 | 10 | 1 | 19 | 1  | 8  | 534 | 742 | -208 | 51  |
| 13   | FC Auch             | 30 | 8  | 3 | 19 | 1  | 11 | 442 | 612 | -170 | 50  |
| 14   | US Dax              | 30 | 10 | 1 | 19 | 2  | 5  | 567 | 708 | -141 | 49  |
| 15   | Pays d'Aix RC       | 30 | 9  | 0 | 21 | 2  | 7  | 552 | 774 | -222 | 45  |
| 16   | RC Massy (P)        | 30 | 6  | 2 | 22 | 0  | 9  | 598 | 848 | -250 | 37  |

|  | Champion de France de Pro D2, promu en Top 14 (no 1).                                                                   |
|  | Participation aux phases finales de barrage pour déterminer le vice-champion, promu en Top 14 (no 2, no 3, no 4, no 5). |
|  | Relégation en Fédérale 1 (no 15 et no 16).                                                                              |
|  | R : relégués 2012 • P : promus 2012                                                                                     |

Attribution des points : victoire sur tapis vert : 5, victoire : 4, match nul : 2, défaite : 0, forfait : -2 ; plus les bonus (offensif : 3 essais de plus que l'adversaire ; défensif : défaite par 7 points d'écart ou moins; les deux bonus peuvent se cumuler: ainsi une équipe qui perdrait 21-24 en ayant inscrit trois essais tandis que le vainqueur a marqué 8 pénalité marquerait deux points).
Règles de classement : 1. points terrain (bonus compris) ; 2. points terrain obtenus dans les matches entre équipes concernées ; 3. différence de points dans les matches entre équipes concernées ; 4. différence entre essais marqués et concédés dans les matches entre équipes concernées ; 5. différence de points générale ; 6. différence entre essais marqués et concédés ; 7. nombre de points marqués ; 8. nombre d'essais marqués ; 9. nombre de forfaits n'ayant pas entraîné de forfait général ; 10. place la saison précédente.

### Barrages d'accession en Top 14
|  | Demi-finales                                | Demi-finales                                |              |    | Finale                                               | Finale                                               |
|  | Demi-finales                                | Demi-finales                                |              |    | Finale                                               | Finale                                               |
|  |                                             |                                             |              |    |                                                      |                                                      |
|  | 12 mai 2013 au Stade Amédée-Domenech, Brive | 12 mai 2013 au Stade Amédée-Domenech, Brive |              |    | 19 mai 2013 au Stade Jacques-Chaban-Delmas, Bordeaux | 19 mai 2013 au Stade Jacques-Chaban-Delmas, Bordeaux |
|  | 12 mai 2013 au Stade Amédée-Domenech, Brive | 12 mai 2013 au Stade Amédée-Domenech, Brive |              |    | 19 mai 2013 au Stade Jacques-Chaban-Delmas, Bordeaux | 19 mai 2013 au Stade Jacques-Chaban-Delmas, Bordeaux |
|  | [2] CA Brive                                | 30                                          |              |    | 19 mai 2013 au Stade Jacques-Chaban-Delmas, Bordeaux | 19 mai 2013 au Stade Jacques-Chaban-Delmas, Bordeaux |
|  | [2] CA Brive                                | 30                                          |              |    | 19 mai 2013 au Stade Jacques-Chaban-Delmas, Bordeaux | 19 mai 2013 au Stade Jacques-Chaban-Delmas, Bordeaux |
|  | [5] Stade aurillacois                       | 14                                          |              |    | 19 mai 2013 au Stade Jacques-Chaban-Delmas, Bordeaux | 19 mai 2013 au Stade Jacques-Chaban-Delmas, Bordeaux |
|  | [5] Stade aurillacois                       | 14                                          | [2] CA Brive | 30 |                                                      |                                                      |
|  | 11 mai 2013 au Stade du Hameau, Pau         |                                             | [2] CA Brive | 30 |                                                      |                                                      |
|  |                                             | [3] Section paloise                         | 10           |    |                                                      |                                                      |
|  | [3] Section paloise                         | [3] Section paloise                         | 10           | 30 |                                                      |                                                      |
|  | [3] Section paloise                         |                                             |              | 30 |                                                      |                                                      |
|  | [4] Stade rochelais                         | 16                                          |              |    |                                                      |                                                      |
|  | [4] Stade rochelais                         | 16                                          |              |    |                                                      |                                                      |

## Résultats détaillés

### Phase régulière

#### Tableau synthétique des résultats
L'équipe qui reçoit est indiquée dans la colonne de gauche.
| Clubs             | AIX   | ALB   | AUC   | AUR   | BEZ   | BRI   | CAR   | COL   | DAX   | LOU   | MAS   | NAR   | OYO   | PAU   | ROC   | TAR   |
| ----------------- | ----- | ----- | ----- | ----- | ----- | ----- | ----- | ----- | ----- | ----- | ----- | ----- | ----- | ----- | ----- | ----- |
| Pays d'Aix RC     |       | 27-12 | 33-9  | 24-30 | 15-14 | 25-30 | 22-21 | 16-17 | 28-19 | 12-25 | 34-22 | 28-22 | 16-23 | 18-29 | 9-28  | 16-20 |
| SC Albi           | 49-21 |       | 13-12 | 25-19 | 16-10 | 16-20 | 23-11 | 22-20 | 25-15 | 35-24 | 26-19 | 11-14 | 11-13 | 13-19 | 34-21 | 28-22 |
| FC Auch           | 6-9   | 22-10 |       | 12-19 | 40-21 | 16-22 | 24-23 | 19-19 | 15-6  | 13-10 | 30-16 | 26-26 | 13-40 | 33-26 | 3-20  | 16-17 |
| Stade aurillacois | 42-19 | 22-22 | 24-18 |       | 33-24 | 27-20 | 32-17 | 13-11 | 38-16 | 19-16 | 28-7  | 32-15 | 23-22 | 21-18 | 17-10 | 24-39 |
| AS Béziers        | 39-28 | 25-13 | 18-11 | 22-22 |       | 20-27 | 10-14 | 23-9  | 22-9  | 20-16 | 26-16 | 17-34 | 28-33 | 16-19 | 31-25 | 11-3  |
| CA Brive          | 24-8  | 24-10 | 16-11 | 13-9  | 28-3  |       | 16-22 | 33-12 | 26-14 | 19-19 | 30-3  | 24-16 | 30-29 | 22-18 | 31-10 | 30-10 |
| US Carcassonne    | 16-15 | 22-21 | 27-10 | 28-32 | 12-8  | 34-14 |       | 32-7  | 37-14 | 52-12 | 44-23 | 20-27 | 25-21 | 12-12 | 23-18 | 14-9  |
| Colomiers rugby   | 28-9  | 17-6  | 9-3   | 22-29 | 28-24 | 16-18 | 22-19 |       | 22-15 | 19-19 | 55-27 | 29-25 | 25-13 | 23-12 | 25-30 | 34-6  |
| US Dax            | 25-15 | 30-18 | 19-12 | 16-31 | 25-14 | 21-20 | 22-9  | 24-25 |       | 29-5  | 44-10 | 12-15 | 12-33 | 15-9  | 15-25 | 15-13 |
| Lyon OU           | 50-16 | 26-12 | 26-12 | 33-6  | 63-15 | 17-17 | 13-15 | 24-6  | 30-13 |       | 32-25 | 36-16 | 31-33 | 19-26 | 22-15 | 30-12 |
| RC Massy          | 21-18 | 29-34 | 9-9   | 17-24 | 31-16 | 15-17 | 9-3   | 13-9  | 20-20 | 23-37 |       | 39-37 | 16-29 | 44-20 | 15-19 | 26-28 |
| RC Narbonne       | 22-24 | 18-15 | 31-15 | 45-21 | 22-22 | 28-17 | 28-13 | 22-19 | 22-19 | 32-21 | 28-25 |       | 6-9   | 13-17 | 18-13 | 26-38 |
| US Oyonnax        | 22-10 | 40-6  | 55-3  | 36-20 | 38-3  | 40-19 | 32-5  | 27-6  | 46-26 | 23-20 | 41-17 | 40-13 |       | 26-21 | 18-3  | 21-18 |
| Section paloise   | 37-0  | 22-19 | 22-15 | 22-11 | 15-6  | 12-9  | 22-18 | 30-3  | 47-23 | 19-9  | 37-8  | 26-23 | 73-27 |       | 40-25 | 25-6  |
| Stade rochelais   | 39-21 | 15-13 | 24-10 | 49-19 | 48-11 | 36-16 | 24-22 | 21-17 | 32-6  | 9-3   | 44-27 | 21-15 | 12-22 | 18-16 |       | 38-13 |
| Tarbes Pyrénées   | 33-16 | 31-22 | 14-16 | 15-9  | 53-13 | 15-26 | 37-30 | 41-14 | 44-12 | 22-8  | 29-26 | 21-14 | 25-25 | 24-14 | 37-26 |       |

|  | Victoire à domicile |  | Match nul |  | Défaite à domicile |

#### Détail des résultats
Les points marqués par chaque équipe sont inscrits dans les colonnes centrales (3-4) alors que les essais marqués sont donnés dans les colonnes latérales (1-6). Les points de bonus sont symbolisés par une bordure bleue pour les bonus offensifs (trois essais de plus que l'adversaire), jaune pour les bonus défensifs (défaite avec au plus sept points d'écart), verte si les deux bonus sont cumulés.

#### Évolution du classement
| Club              | 1  | 2  | 3  | 4  | 5  | 6  | 7  | 8  | 9  | 10 | 11 | 12 | 13 | 14 | 15 | 16 | 17 | 18 | 19 | 20 | 21 | 22 | 23 | 24 | 25 | 26 | 27 | 28 | 29 | 30 |
| ----------------- | -- | -- | -- | -- | -- | -- | -- | -- | -- | -- | -- | -- | -- | -- | -- | -- | -- | -- | -- | -- | -- | -- | -- | -- | -- | -- | -- | -- | -- | -- |
| Pays d'Aix RC     | 11 | 14 | 10 | 13 | 15 | 15 | 15 | 16 | 15 | 15 | 13 | 15 | 15 | 13 | 14 | 13 | 13 | 13 | 13 | 12 | 13 | 13 | 13 | 13 | 14 | 15 | 14 | 15 | 15 | 15 |
| SC Albi           | 7  | 11 | 14 | 10 | 6  | 5  | 4  | 7  | 4  | 8  | 9  | 8  | 9  | 9  | 9  | 9  | 9  | 9  | 11 | 11 | 10 | 11 | 11 | 11 | 11 | 11 | 11 | 11 | 11 | 11 |
| FC Auch           | 8  | 4  | 6  | 11 | 7  | 10 | 9  | 6  | 9  | 10 | 10 | 10 | 10 | 11 | 12 | 12 | 12 | 12 | 12 | 13 | 12 | 12 | 12 | 12 | 12 | 12 | 12 | 14 | 14 | 13 |
| Stade aurillacois | 2  | 3  | 1  | 2  | 2  | 6  | 5  | 3  | 5  | 5  | 7  | 7  | 6  | 4  | 3  | 2  | 2  | 2  | 4  | 4  | 4  | 6  | 6  | 6  | 7  | 5  | 5  | 5  | 5  | 5  |
| AS Béziers        | 13 | 15 | 15 | 15 | 14 | 13 | 13 | 13 | 13 | 14 | 15 | 14 | 14 | 15 | 15 | 15 | 15 | 16 | 15 | 15 | 15 | 15 | 15 | 15 | 13 | 14 | 13 | 12 | 13 | 12 |
| CA Brive          | 4  | 10 | 12 | 9  | 10 | 9  | 6  | 4  | 3  | 3  | 2  | 4  | 4  | 6  | 5  | 3  | 5  | 5  | 5  | 4  | 4  | 4  | 4  | 4  | 4  | 3  | 3  | 3  | 2  | 2  |
| US Carcassonne    | 9  | 5  | 4  | 5  | 8  | 7  | 10 | 10 | 10 | 9  | 8  | 9  | 8  | 8  | 8  | 7  | 6  | 6  | 7  | 5  | 7  | 7  | 7  | 7  | 8  | 8  | 9  | 9  | 9  | 7  |
| Colomiers rugby   | 10 | 7  | 8  | 8  | 11 | 11 | 11 | 11 | 11 | 11 | 11 | 11 | 12 | 12 | 11 | 10 | 11 | 11 | 10 | 10 | 11 | 10 | 10 | 10 | 10 | 10 | 10 | 10 | 10 | 10 |
| US Dax            | 15 | 16 | 16 | 16 | 16 | 16 | 16 | 14 | 14 | 12 | 14 | 13 | 13 | 14 | 13 | 14 | 14 | 14 | 14 | 14 | 14 | 14 | 14 | 14 | 15 | 13 | 15 | 13 | 12 | 14 |
| Lyon OU           | 1  | 1  | 2  | 4  | 3  | 2  | 2  | 2  | 2  | 2  | 6  | 3  | 2  | 5  | 6  | 8  | 8  | 8  | 8  | 8  | 8  | 8  | 8  | 8  | 6  | 6  | 6  | 6  | 7  | 8  |
| RC Massy          | 6  | 9  | 13 | 12 | 13 | 14 | 14 | 15 | 16 | 16 | 16 | 16 | 16 | 16 | 16 | 16 | 16 | 15 | 16 | 16 | 16 | 16 | 16 | 16 | 16 | 16 | 16 | 16 | 16 | 16 |
| RC Narbonne       | 12 | 13 | 7  | 14 | 12 | 12 | 12 | 12 | 12 | 13 | 12 | 12 | 11 | 10 | 10 | 11 | 10 | 10 | 9  | 9  | 9  | 9  | 9  | 9  | 9  | 9  | 8  | 8  | 8  | 9  |
| US Oyonnax        | 3  | 2  | 3  | 1  | 1  | 1  | 1  | 1  | 1  | 1  | 1  | 1  | 1  | 1  | 1  | 1  | 1  | 1  | 1  | 1  | 1  | 1  | 1  | 1  | 1  | 1  | 1  | 1  | 1  | 1  |
| Section paloise   | 5  | 12 | 5  | 3  | 5  | 4  | 3  | 5  | 8  | 7  | 5  | 6  | 3  | 2  | 4  | 4  | 3  | 3  | 2  | 3  | 3  | 3  | 3  | 2  | 3  | 4  | 4  | 4  | 3  | 3  |
| Stade rochelais   | 14 | 6  | 9  | 6  | 9  | 8  | 8  | 8  | 6  | 6  | 4  | 2  | 7  | 3  | 2  | 6  | 4  | 4  | 3  | 2  | 2  | 2  | 2  | 3  | 2  | 2  | 2  | 2  | 4  | 4  |
| Tarbes PR         | 16 | 8  | 11 | 7  | 4  | 3  | 7  | 9  | 7  | 4  | 3  | 5  | 5  | 7  | 6  | 5  | 7  | 7  | 6  | 7  | 6  | 5  | 5  | 5  | 5  | 7  | 7  | 7  | 6  | 6  |

### Phase finale

#### Demi-finales
| 12 mai 2013 15h10 | CA Brive | 30 - 14 (11 - 6) | Stade aurillacois                                                                                 | Stade Amédée-Domenech, Brive |
| 12 mai 2013 15h10 | Essai(s) : Namy (26e), Noon (61e) Transformation(s) : Caminati (61e) Pénalité(s) : Caminati 5 (10e, 16e, 45e, 76e, 80e) Drop(s) : Swanepoel (71e) |                  | Essai(s) : Ratu (57e) Pénalité(s) : Petitjean 3 (4e, 24e, 47e ) Carton(s) jaune(s) : Marshall 75e | Stade Amédée-Domenech, Brive |
| 12 mai 2013 15h10 | |                  |                                                                                                   | Stade Amédée-Domenech, Brive |

| 11 mai 2013 19h | Section paloise | 30 - 16 (21 - 13) | Stade rochelais | Stade du Hameau, Pau |
| 11 mai 2013 19h | Essai(s) : Ramsay (2e), Radidi (26e) Transformation(s) : Boulogne (2e) Pénalité(s) : Manca 5 (32e, 40e, 46e, 60e, 79e) Drop(s) : Boulogne (18e) Carton(s) jaune(s) : Charlet (7e) Carton(s) rouge(s) : Solofuti (72e) |                   | Essai(s) : Canale (14e) Transformation(s) : Fauqué (14e) Pénalité(s) : Fauqué 3 (21e, 25e, 53e) Carton(s) jaune(s) : Lafoy (7e) Carton(s) rouge(s) : Wessels (72e), Seneca (73e) | Stade du Hameau, Pau |
| 11 mai 2013 19h | |                   | | Stade du Hameau, Pau |

#### Finale
| 19 mai 2013 16h | CA Brive | 30 - 10 (17 - 3) | Section paloise                                                                        | Stade Jacques-Chaban-Delmas, Bordeaux |
| 19 mai 2013 16h | Essai(s) : Le Devedec (15e, Caminati (20e), Luafutu (77e) Transformation(s) : Caminati (15e, 20e, 77e) Pénalité(s) : Caminati (4e, 47e, 56e ) |                  | Essai(s) : Solofuti (54e) Transformation(s) : Boulogne (54e) Pénalité(s) : Manca (24e) | Stade Jacques-Chaban-Delmas, Bordeaux |
| 19 mai 2013 16h | |                  |                                                                                        | Stade Jacques-Chaban-Delmas, Bordeaux |

### Meilleurs réalisateurs
Mis à jour le 18 avril 2013.
| Rang | Joueur               | Club                  | Position         | Points | Essais | Transf. | Pén. | Drops |
| ---- | -------------------- | --------------------- | ---------------- | ------ | ------ | ------- | ---- | ----- |
| 1    | Maxime Petitjean     | Stade aurillacois     | Demi d'ouverture | 360    | 2      | 28      | 91   | 7     |
| 2    | Fabien Fortassin     | Tarbes Pyrénées Rugby | Demi d'ouverture | 354    | 3      | 33      | 89   | 2     |
| 3    | Antoine Lescalmel    | US Carcassonne        | Demi d'ouverture | 352    | 2      | 24      | 96   | 2     |
| 4    | Julien Dumora        | Lyon OU               | Demi d'ouverture | 314    | 3      | 37      | 75   | 0     |
| 5    | Christopher Ruiz     | RC Narbonne           | Demi d'ouverture | 293    | 1      | 18      | 79   | 5     |
| 6    | Yannick Lafforgue    | Colomiers rugby       | Demi d'ouverture | 247    | 1      | 19      | 67   | 1     |
| 7    | Sébastien Fauqué     | Stade rochelais       | Demi d'ouverture | 220    | 1      | 28      | 49   | 4     |
| 8    | Benjamin Urdapilleta | US Oyonnax            | Demi d'ouverture | 207    | 5      | 25      | 44   | 0     |
| 9    | Julien Audy          | US Oyonnax            | Demi de mêlée    | 200    | 2      | 20      | 50   | 0     |
| -    | Pierre-Alexandre Dut | FC Auch               | Demi d'ouverture | 200    | 0      | 13      | 50   | 8     |

### Meilleurs marqueurs
Mis à jour le 18 avril 2013 à 11:01.

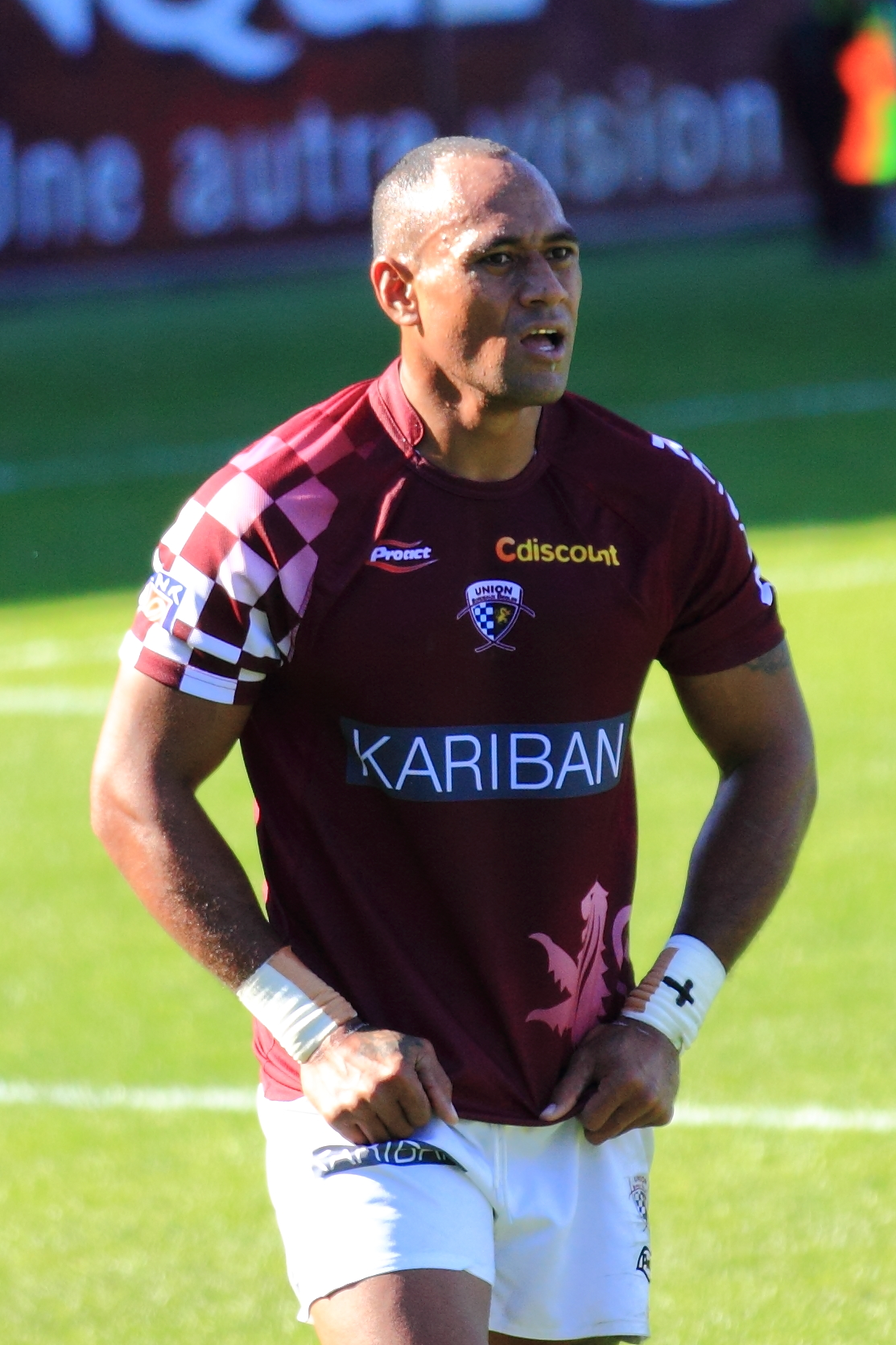
Vungakoto Lilo (Tarbes Pyrénées Rugby)

| Rang | Joueur             | Club                       | Position | Essais |
| ---- | ------------------ | -------------------------- | -------- | ------ |
| 1    | Florian Denos      | US Oyonnax                 | Arrière  | 16     |
| 2    | Vungakoto Lilo     | Tarbes Pyrénées Rugby      | Ailier   | 15     |
| 3    | Damien Cler        | Atlantique stade rochelais | Ailier   | 14     |
| 4    | Hemani Paea        | US Oyonnax                 | Centre   | 9      |
| -    | Jonathan Bousquet  | US Oyonnax rugby           | Ailier   | 9      |
| -    | Venione Voretamaya | SC Albi                    | Ailier   | 8      |
| -    | Rémy Grosso        | Lyon OU                    | Ailier   | 9      |
| -    | Pierre Belzunce    | Colomiers rugby            | Ailier   | 9      |